# Cistus albidus
Cistus albidus — вид квіткових рослин родини чистові (Cistaceae). лат. albidus — «білий».

## Опис
Має слабкий ароматичний запах, щільний кущ досягає висот від 40 до 150 см. Листки чергові 5–10 см в довжину; вони волохаті, є білі волоски. Квіти 5 см в діаметрі і рожеві одиночні або в групах. Квітує з квітня по червень.

## Поширення
Батьківщиною є Середземноморський басейн, особливо на Піренейському півострові (Португалія, Іспанія, Гібралтар, Франція, Корсика, Італія, Марокко), де росте в ґрунтах, багатих вапном, з гарячою, сухою погодою.

## Галерея

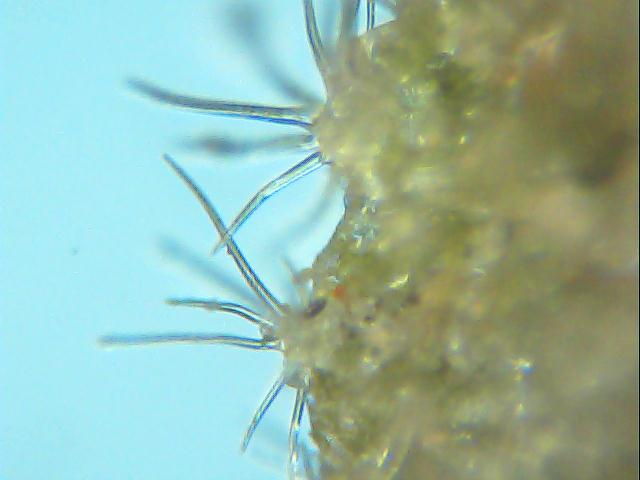
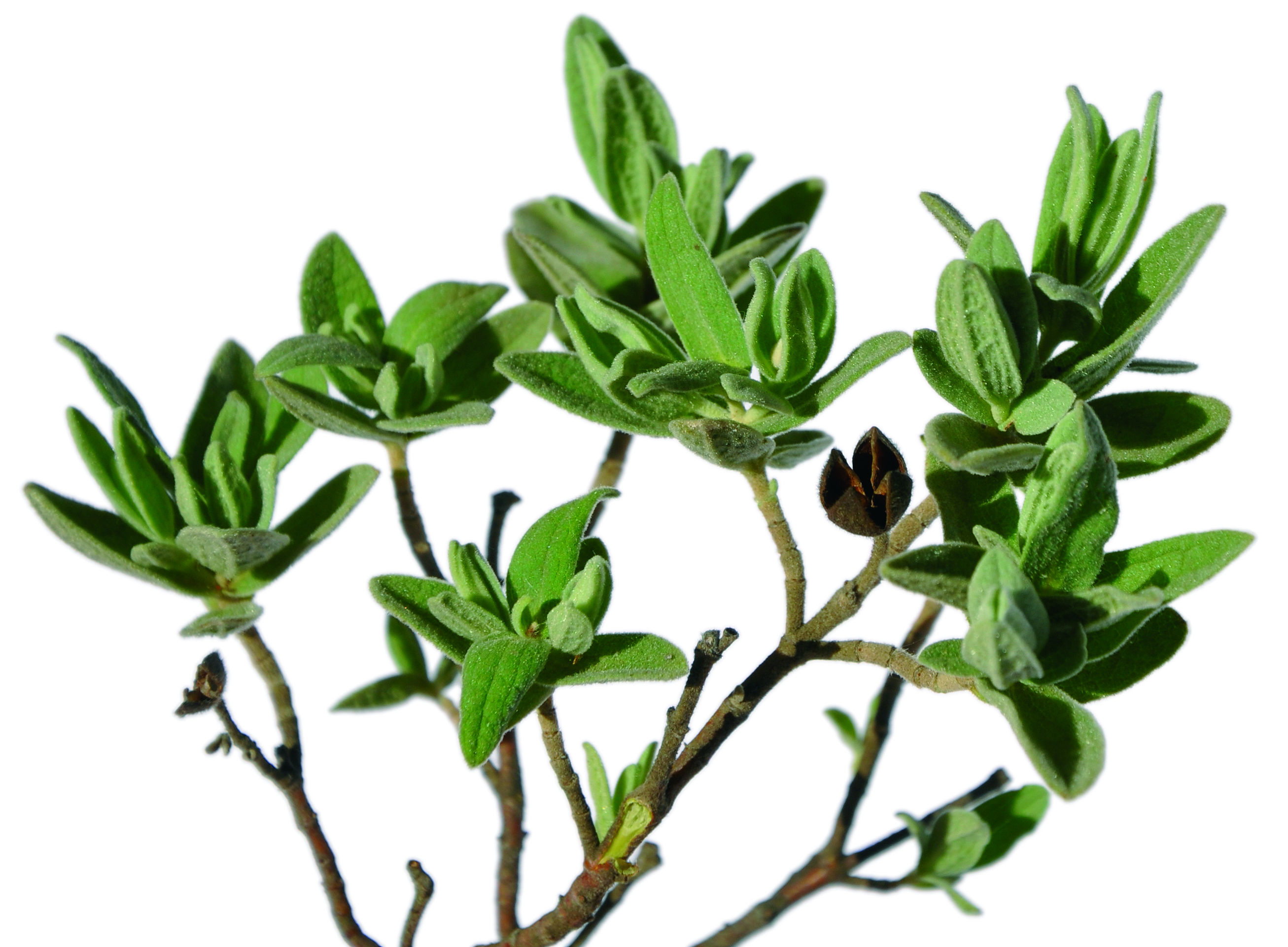
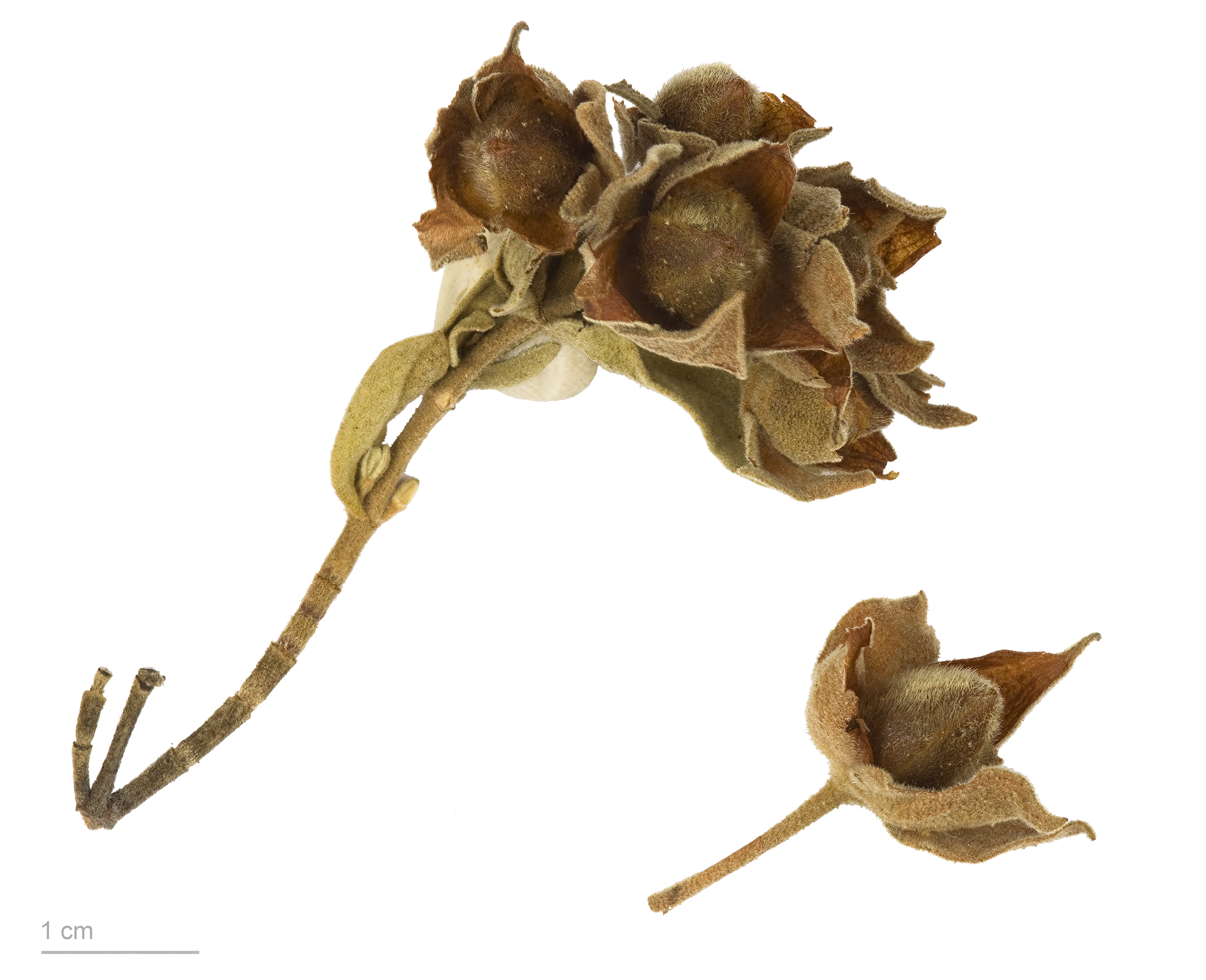